# Туризм в Чувашии
Туризм в Чувашии — часть туризма в России на территории Чувашии.
Государственное управление туризмом в республике осуществляет Министерство экономического развития и имущественных отношений Чувашской Республики.
Наиболее популярными объектами туризма в Чувашии являются: Чебоксары, Новочебоксарск, Присурский заповедник, национальный парк «Чаваш Вармане», природный парк «Заволжье», Музей истории трактора, Чувашский национальный музей, Мемориальный комплекс лётчика-космонавта СССР А. Г. Николаева, Ибресинский этнографический музей под открытым небом.
Основные потоки туристов, посещающих Чувашию, составляют круизные туристы; бизнес-туристы; туристы, приехавшие на лечение и оздоровление в оздоровительные учреждения; спортивные делегации; транзитные автотуристы; участники культурно-массовых мероприятий; а также отпускники, отдыхающие в сельской местности.

## История развития туризма в Чувашии
В 2009 году туристские организации Чувашии обслужили более 72 тысяч человек, основную часть из которых составляли круизные экскурсанты.
В 2010 году постановлением кабинета Министров Чувашской Республики была утверждена республиканская целевая программа «Развитие туризма в Чувашской Республике на 2011—2018 годы».
В республике наблюдается положительная динамика въездного международного туризма: в 2009 году Чувашию посетили 670 иностранных граждан, в 2012 году — 2200, в 2013 году — 3000. За три года прирост составил около 350 %.
В 2014 году распоряжением Кабинета Министров Чувашской Республики от 29.08.2014 № 513-р была принята концепция развития сельского и экологического туризма на 2015—2020 годы. В рамках данной концепции проводилось комплексное изучение состояния и потенциала сельского и экологического туризма в республике, а также приняты муниципальные программы развития сельского туризма, внедрены системы учёта объектов сельского туризма, объёма туристских услуг, которые были оказаны организациями сельского и экологического туризма, а также количества обслуженных туристов.
В 2015 году городская администрация Чебоксар совместно с АУ «Музейно-туристический центр г. Чебоксары» и ООО «Брендум» разработали буклет «Чебоксары. Туристическая карта центра», в котором содержится информация об исторической части города, достопримечательностях: музеях, храмах, объектах культурно-развлекательного и промышленного туризма, а также местах активного отдыха. Кроме того, в карту включена справочная информацию, предназначенная для самостоятельного составления индивидуальных маршрутов по городу.
В 2018 году Чебоксары посетили более двухсот пятидесяти тысяч иногородних туристов, из которых более 4-х тысяч были гражданами других стран. Посетители участвовали в Дне города, празднике «Чапай зовет на чай», фестивале «Тюрки России», йога-практиках на Московской набережной, бесплатном пешеходном маршруте «Нарспи. История и легенды».

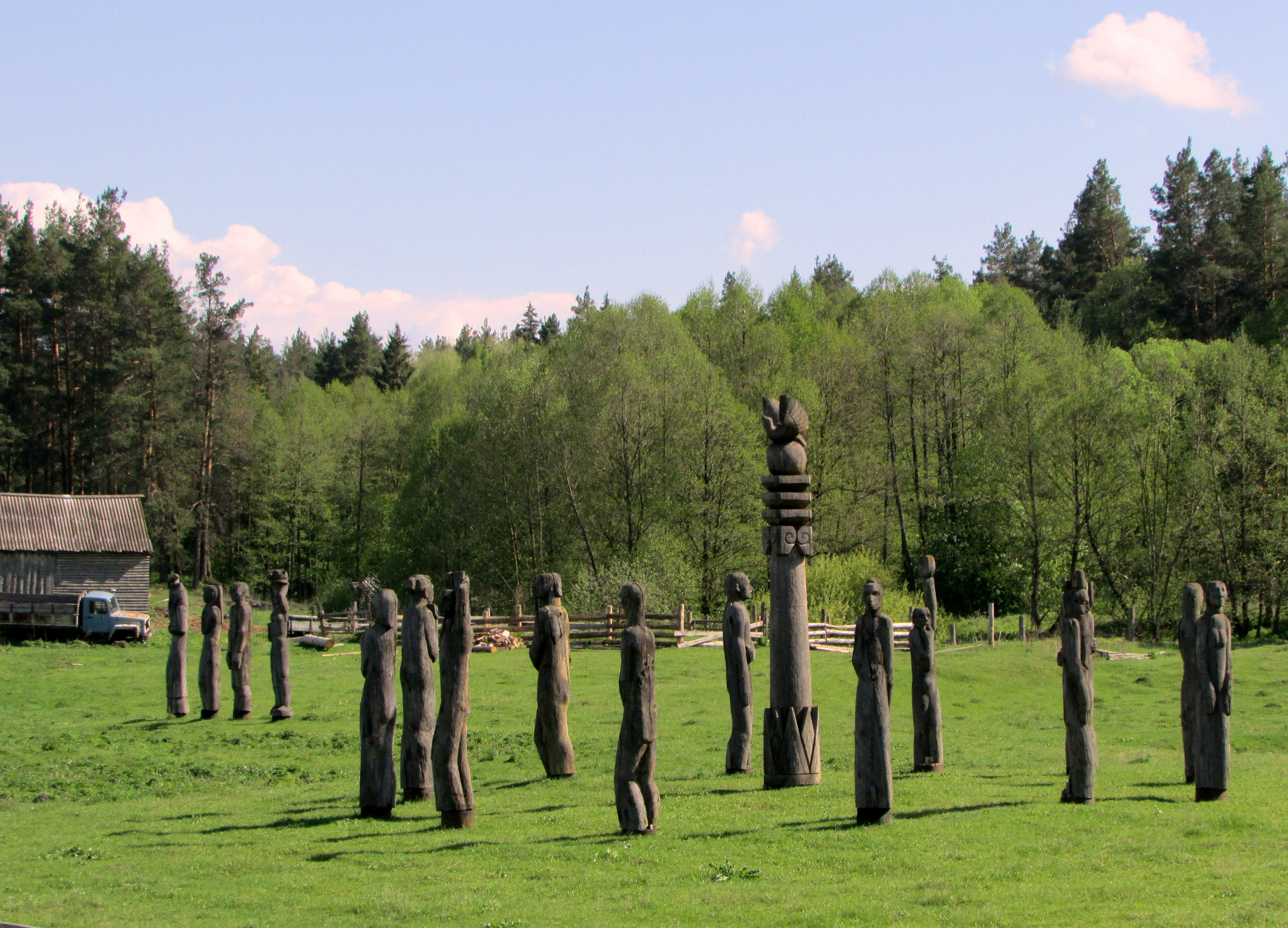
Национальный парк «Чаваш Вармане»
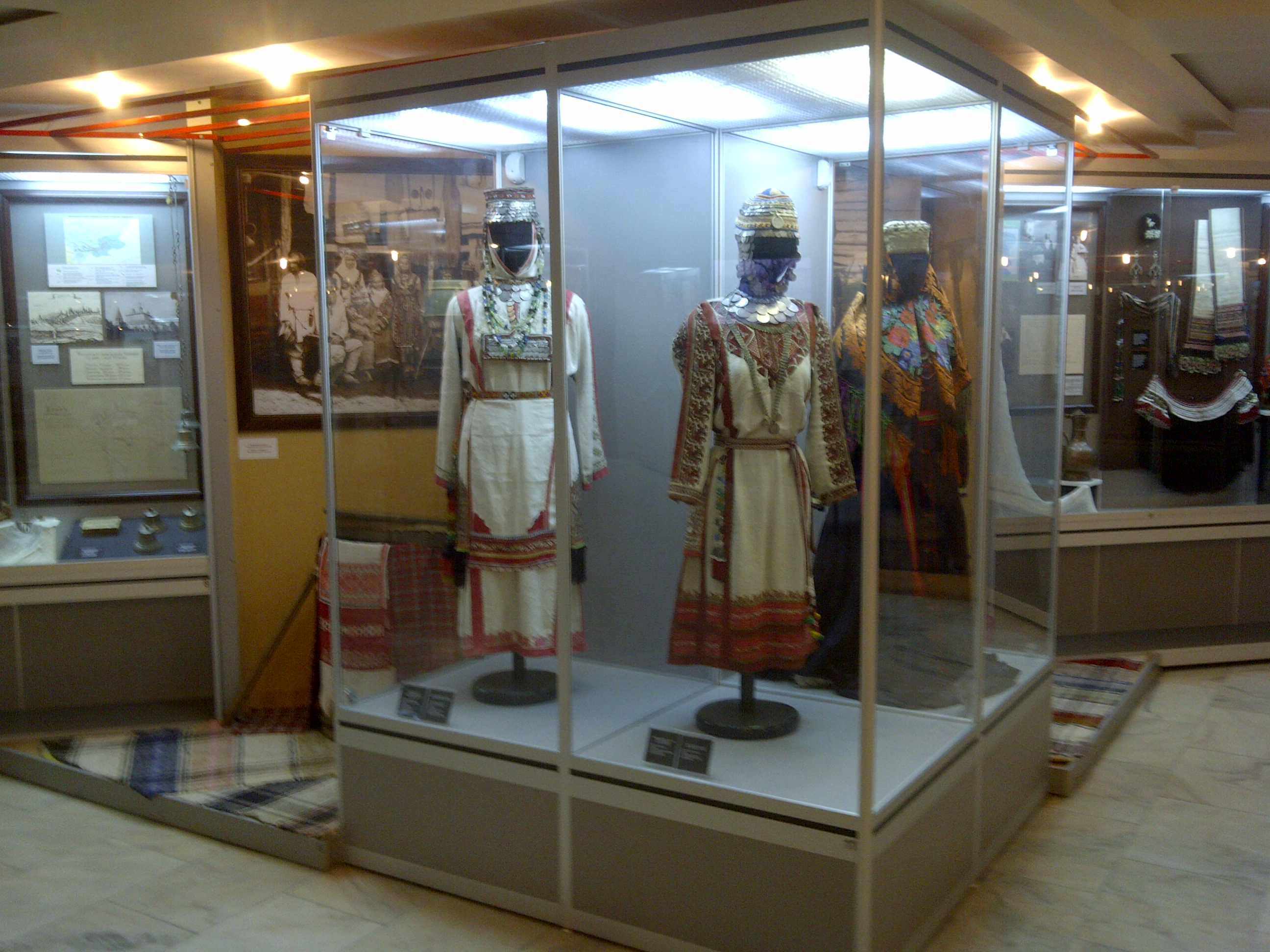
Чувашский национальный музей
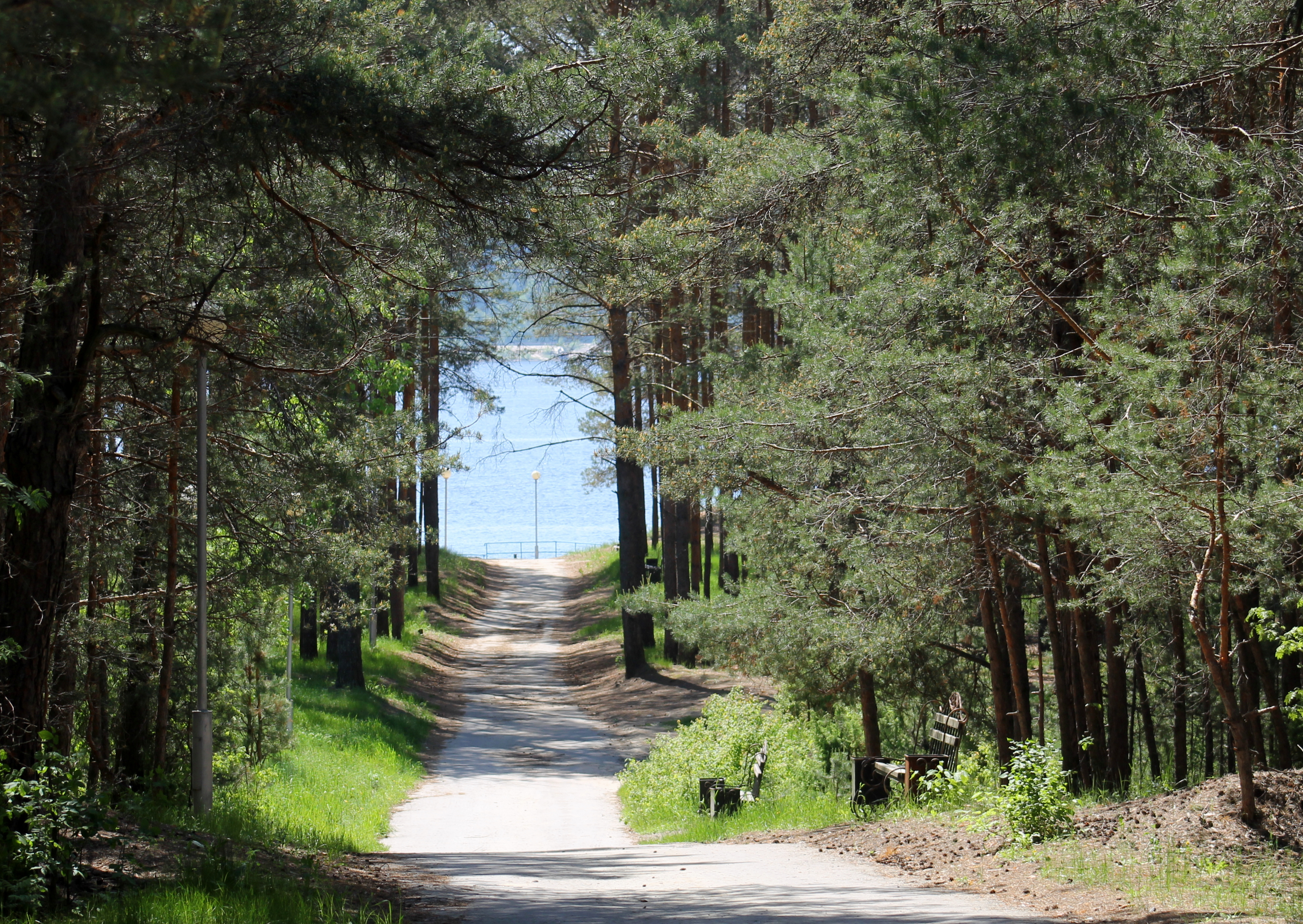
Природный парк «Заволжье»
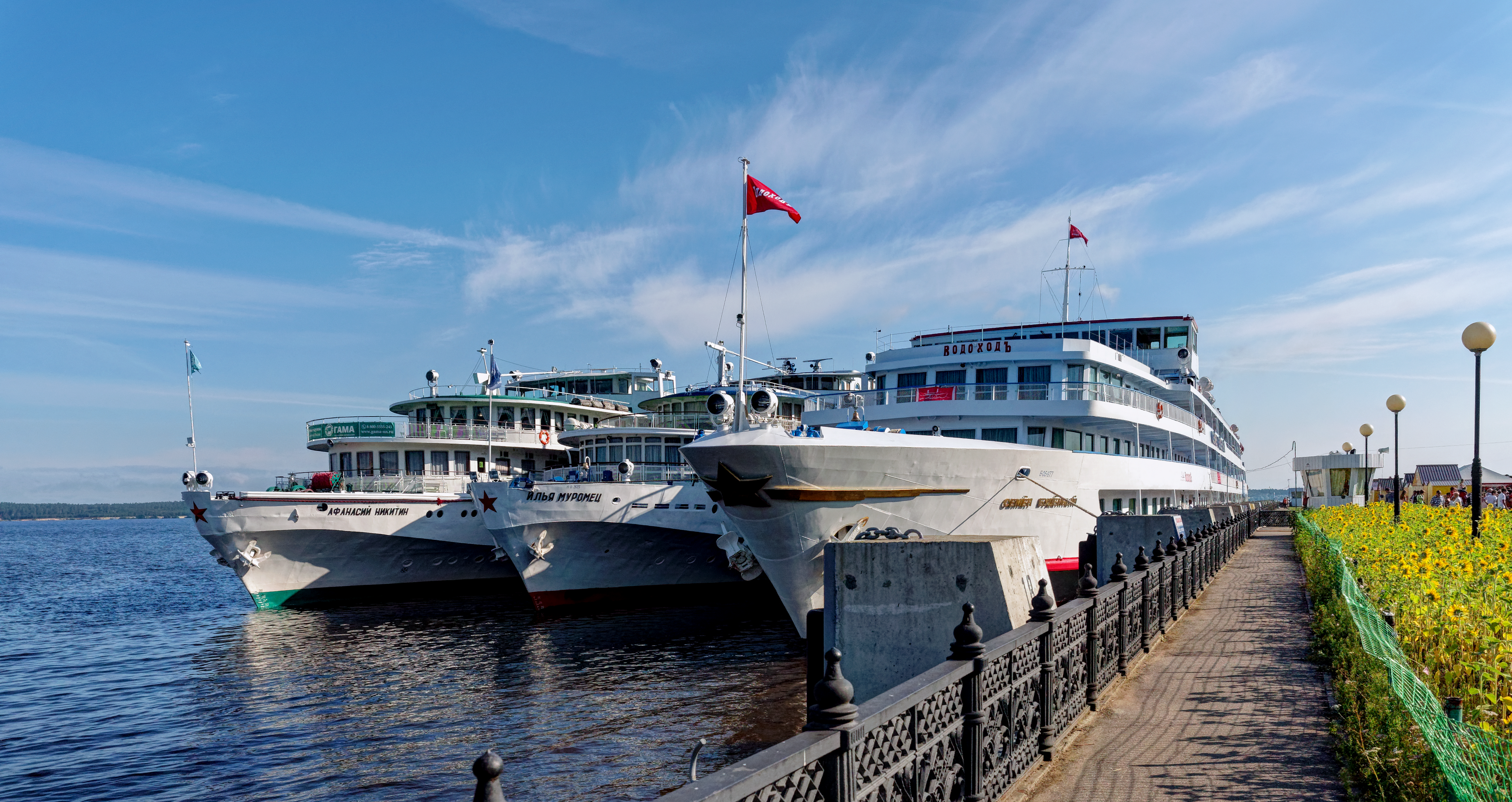
Чебоксары. Круизные теплоходы «Семён Будённый», «Афанасий Никитин» и «Илья Муромец»

## Виды туризма в Чувашии

### Круизный туризм
Речной круизный туризм является преобладающим направлением в Чувашии. Основной туристический поток из России и других стран проходит через Чебоксарский речной порт.
Количество круизных туристов возрастает за счет увеличения количества заходов туристских теплоходов в Чебоксарский речной порт. В 2006 году данный порт принял 268 теплоходов, в 2007 году — 312, в 2008 году — 314. В 2009 году порт принял 370 туристских теплоходов с общим количеством экскурсантов 64 тысячи, включая 670 иностранных граждан. В 2012 году наблюдалось падение показателей, но число заходов в порт продолжает держаться на уровне 350—390.
Развитие круизного направления дало стимул роста туристской инфраструктуры Козловского и Мариинско-Посадского районов, в которых созданы круизные «зеленые стоянки» после выхода теплоходов из Чебоксарского речного порта. В 2012 году город Мариинский Посад и Мариинско-Посадский район посетили 62 тысячи экскурсантов и туристов. Мемориальный комплекс лётчика-космонавта СССР А. Г. Николаева, расположенный в селе Шоршелы Шоршелского сельского поселения Мариинско-Посадского района в 2012 году посетили около 50 тысяч экскурсантов, включая сотни иностранных туристов. Пристань города Козловка в Козловском районе в 2012 году приняла 63 туристских теплохода. Дом-музей Н. И. Лобачевского, действующий в Козловке, посетило более 3 тысяч человек.

### Событийный туризм
В 2018 году проект «В гости к Хель Мучи», созданный по традициям чувашского новогоднего праздника Сурхури получил гран-при в номинации «Детское туристическое событие» на национальной премии «Russian Event Awards», которая является отраслевой наградой и присуждается по итогам открытого конкурса проектов за достижения в области развития индустрии событийного туризма. В этом же году проект « В гости к Хель Мучи» получил Гран-При Всероссийской туристской премии «Маршрут года» в номинации «Лучший детский туристический маршрут».

### Этнокультурный туризм
В рамках федеральной целевой программы «Развитие внутреннего и въездного туризма в Российской Федерации (2011−2018 годы)» с 2013 года в Чувашии развивается проект туристско-рекреационного кластера «Этническая Чувашия», который включает в себя строительство в Чебоксарском районе этноэкологического комплекса «Ясна».
В этноэкологическом комплексе «Ясна» принимаются туристы в форме однодневных экскурсий, туров выходного дня, многодневных туров. Предлагаются гостевые программы включающие: календарные и народные праздники (в гости к «Хель Мучи», «Масленица (Çăварни)», «Акатуй», «Уяв»); программу «Этническая деревня» представляющую национальные чувашские традиции, обычаи, фольклор и кухню; экскурсионно-образовательные туры, состоящие из этнографических и экологических квестов.
В Приволжском сельском поселении Мариинско-Посадского района действует проект «Кушниковские шалаши», в котором сохранена атмосфера крестьянского уклада жизни вольных волгарей. Семейный маршрут «Кушниковские шалаши» на Международном форуме «Сельский туризм в России» в 2012 году был награждён золотой медалью. На территории комплекса туристы живут в шалашах, занимаются рыбалкой на берегу Волги, собирают ягоды и грибы, участвуют в народных праздниках «Берёзка», «Ночь Ивана Купалы».
Также одним из наиболее популярных у туристов объектов является Ибресинский этнографический музей под открытым небом.

### Сельский туризм
В Чувашии сельский туризм получает льготное кредитование в рамках национального проекта «Развитие АПК». В 2000-х годах для сельских туристов в сельских поселениях Козловского, Мариинско-Посадского, Ибресинского, Ядринского, Канашского районов начали организовываться первые оборудованные гостевые дома.
Мариинско-Посадский район первым в Чувашии начал реализацию муниципальной программы «Развитие сельского туризма в Мариинско — Посадском районе Чувашской Республики в 2003—2005 гг. и до 2010 г.». Данный вид туризма является одним из приоритетных направлений развития туризма в районе. В 2012 году на Первом международном форуме «Сельский туризм в России» Мариинско-Посадский район получил награду в номинации «За оказание помощи малым предприятиям и крестьянским (фермерским) хозяйствам в развитии сельского туризма и прикладного творчества».
Первым объектом агротуризма в Чувашии стал конно-туристический комплекс «Заимка» в деревне Мошкасы Синьяльского сельского поселения
Чебоксарского района. Строительство данного комплекса было начато в 2008 году, а с 2011 года ведется прием туристов. В состав «Заимки» входят банные комплексы, отапливаемые конюшни, крытый конноспортивный манеж, гостиницы в оформлении интерьера которых использован русский этнический стиль.
В 2013 году Чувашская Республика вошла в первую десятку регионов России по организации сельского туризма.
В сельскохозяйственном производственном кооперативе «Камаево поле» Ибресинского района создана инфраструктуры для проведения летних сельских конноспортивных турниров крестьянских коней — «Кони Камаева поля», а также турниров сельских борцов нетрадиционных видов борьбы.

### Экологический туризм
В селе Новое Чурашево Ибресинского района на берегу озера создан объект экотуризма «Глухариная роща».
На территории национального парка «Чаваш Вармане» разработаны экологические тропы, по котором регулярно проводятся экскурсии с инструкторами. Среди экологических троп парка: «Эко-невидаль» с арт-объектами, «Тайны чувашского леса», «У медведя в бору» и этно-экологическая тропа «Аваллǎх алǎкнĕ уçса».

### Паломнический туризм
В Чувашии для паломников доступны следующие места: святые источники в с. Абашево Чебоксарского района, святые источники «Семиключье», собор Тихвинского женского монастыря, собор Введения.

### Лечебно-оздоровительный туризм
В Чувашии имеется более 30 оздоровительных центров, санаториев и домов отдыха.

### Промышленный туризм
В рамках проекта по внедрению и развитию образовательного туризма «Живые уроки» школьники посещают более 30 ведущих промышленных предприятий города Чебоксары. В данной программе развития промышленного туризма туристические маршруты интегрированы в школьное образование с целью ранней профориентации учащихся и проводится по поручению главы администрации города. Экскурсии проводят: федеральный центр травматологии, ортопедии и эндопротезирования, Экра, Чебоксарский электроаппаратный завод, Релематика, Чувашэнерго, ВНИИР, Чебоксарский агрегатный завод, Чебоксарская макаронно-кондитерская фабрика «Вавилон», ОАО «Чебоксарский завод автокомпонентов», Территориальный орган Федеральной службы государственной статистики по Чувашской Республике (Чувашстат), Судебно-экспертное учреждение федеральной противопожарной службы «Испытательная пожарная лаборатория по Чувашской Республике», «Издательско-типографский комплекс „Чувашия“», АО «Водоканал» и другие предприятия. На экскурсиях школьники получат знания о различных профессиях.